# XXII Corpo d'armata (Regio Esercito)
Il XXII Corpo d'armata fu una grande unità del Regio Esercito italiano attiva durante la seconda guerra mondiale.

## Storia

### Prima guerra mondiale
Trae origini dal XXII Corpo d'Armata costituito in zona di guerra il 24 maggio 1916 e sciolto il 10 gennaio 1920.

### Seconda guerra mondiale

#### Campagna del Nordafrica
Il corpo d'armata venne ricostituito a Tobruk il 15 settembre 1939 ed aveva alle sue dipendenze la 64ª Divisione fanteria "Catanzaro" e la 4ª Divisione CC.NN. "3 gennaio". All'inizio delle operazioni in Africa Settentrionale era dislocato in Cirenaica, nell'area tra Acroma, Bir Hacheim e Bir el Gobi a sbarramento delle linee che portavano a Tobruk. Nel mese di novembre, in previsione di un attacco nemico, venne schierato a difesa della zona e della litoranea fino a Gambut. Il 6 gennaio 1941, caduta Bardia, venne isolata Tobruk da colonne corazzate nemiche che occuparono le rotabili costiere, rendendo impossibili i rifornimenti alle unità rimaste nella sacca, tramite bombardamenti aereonavali e terrestri. Il 21 gennaio il nemico, strinse verso il centro, fin quando il 23 le difese di Tobruk cessarono di combattere, stessa data in cui il corpo d'armata venne considerato sciolto.

#### Ricostituzione
Venne ricostituito in Veneto il 10 maggio 1942 con alle sue dipendenze la 131ª Divisione corazzata "Centauro" e la 2ª Divisione celere "Emanuele Filiberto Testa di Ferro" e venne schierato lungo il confine jugoslavo. Nel mese di settembre venne trasferito in Piemonte dove assunse il controllo della 104ª Divisione fanteria "Mantova"1, della 103ª Divisione fanteria "Piacenza" e della 48ª Divisione fanteria "Taro". L'11 novembre, a seguito dell'inizio della Campagna di Tunisia, il XXII Corpo d'Armata oltrepassò la linea di armistizio italo-francese, con la sola divisione "Taro", e si stabilì nel nizzardo. In seguito estese la sua giurisdizione su buona parte della Provenza inquadrando la 10ª Divisione fanteria "Piave" e la 7ª Divisione fanteria "Lupi di Toscana", colà dislocate. Rimase in Francia meridionale a difesa della costa mediterranea fino al mese di settembre 1943, con l'ordine di scioglimento pervenuto dal comando della 4° Armata in conseguenza degli eventi determinati dall'armistizio di Cassibile.

## Ordine di battaglia
1939-1941
- 64ª Divisione fanteria "Catanzaro"
- 4ª Divisione CC.NN. "3 gennaio"

1942
- 131ª Divisione corazzata "Centauro"
- 2ª Divisione celere "Emanuele Filiberto Testa di Ferro"
- 104ª Divisione fanteria "Mantova"
- 103ª Divisione fanteria "Piacenza"
- 48ª Divisione fanteria "Taro"
- 10ª Divisione fanteria "Piave"
- 7ª Divisione fanteria "Lupi di Toscana"

## Comandanti
1939-1941
- Generale di corpo d'armata Umberto Somma
- Generale di corpo d'armata Enrico Pitassi-Manella

1942-1943
- Generale di divisione Federico Ferrari Orsi
- Generale di brigata Romolo Borelli (interim)
- Generale di corpo d'armata Alfonso Ollearo